# ¡Dame! ¡Dame! ¡Dame!
«¡Dame! ¡Dame! ¡Dame!» es una canción y un sencillo que publicó el grupo sueco ABBA sólo en España, Venezuela y Japón. Es la versión en español de «Gimme! Gimme! Gimme!'».

## La canción
La música fue compuesta por Benny y Björn, pero la letra fue traducida al español por Mary y Buddy McCluskey, posteriormente fue grabada el 8 de enero de 1980, en los estudios de Polar Music, siendo grabada primeramente en inglés. La canción habla sobre una mujer, que en las noches se siente muy sola que necesita el amor y cariño de alguien. Este tema viene incluido en los álbumes Gracias por la música como la pista número 4, en ABBA Oro como la pista número 6 y en 18 Hits, como la última pista.
El sencillo fue lanzado sólo como un promocional para el álbum de ABBA en español Gracias por la música, logrando una entrada en las listas españolas. Posteriormente sería lado B de Gracias por la música. Esta versión en español fue hecha cover por A*Teens, que fue lanzada al mercado de habla hispana a mediados del 2000. Existe un video de ABBA «cantando» la canción que fue transmitido en España durante el programa Aplauso #100

## El lado B
The King Has lost His Crown (el rey ha perdido su corona), es el lado B de este sencillo, tanto en inglés como en español. Fue escrita por Benny y Björn, siendo grabada el 17 de agosto de 1978. La canción habla sobre un rey tonto, que se dejó controlar por una mujer y ella le ha quitado todo el poder que él tenía. Este tema viene incluido en el álbum Voulez-Vous como la pista número 5.
En Japón el lado B fue Gracias por la música.

## Posicionamiento
| Lista                     | Posición |
| ------------------------- | -------- |
| España Los 40 Principales | 28       |